# Бедльно (Лодзинське воєводство)
Бедльно (пол. Bedlno) — село в Польщі, у гміні Бедльно Кутновського повіту Лодзинського воєводства.
Населення — 531 особа (2011).
У 1975-1998 роках село належало до Плоцького воєводства.

## Демографія
Демографічна структура станом на 31 березня 2011 року:
|          | Загалом | Допрацездатний вік | Працездатний вік | Постпрацездатний вік |
| -------- | ------- | ------------------ | ---------------- | -------------------- |
| Чоловіки | 256     | 57                 | 171              | 28                   |
| Жінки    | 275     | 39                 | 159              | 77                   |
| Разом    | 531     | 96                 | 330              | 105                  |